# 今冨寿一郎
今冨 寿一郎（いまとみ としいちろう、1952年5月5日 - ）は、日本の政治家。前福岡県築上郡吉富町長（3期）。

## 来歴
吉富町議会議員を経て、2007年（平成19年）4月22日の同町長選挙で豊前市との合併反対を掲げて、合併推進派の現職を破って当選した。
2019年（平成31年）4月21日の同町長選挙で、新人の花畑明に破れて落選した。